# Komjatná
Komjatná es un municipio del distrito de Ružomberok en la región de Žilina, Eslovaquia, con una población estimada a final del año 2024 de 1574 habitantes.
Se encuentra ubicado en el centro-sur de la región, cerca del curso alto del río Váh (cuenca hidrográfica del Danubio) y de la frontera con la región de Banská Bystrica.

## Demografía
| Año        | 1994 | 2004    | 2014    | 2024    |
| ---------- | ---- | ------- | ------- | ------- |
| Población  | 1392 | 1485    | 1521    | 1574    |
| Diferencia |      | +6,68 % | +2,42 % | +3,48 % |

| Año        | 2023 | 2024    |
| ---------- | ---- | ------- |
| Población  | 1573 | 1574    |
| Diferencia |      | +0,06 % |